# Gabriele Giolito de' Ferrari
Pour les articles homonymes, voir GGF.
Gabriele Giolito de' Ferrari ou GGF (Trino, v. 1508 - Venise, 1578) est un imprimeur et éditeur italien du XVIe siècle qui fut actif à Venise. Il figure parmi les premiers éditeurs majeurs de la littérature en langue vernaculaire italienne.

## Biographie
Gabriele Giolito de' Ferrari est né à Trino de Giovanni (l'aîné) et de Guglielmina Borgominieri. En 1523, il s'établit avec son père dans une boutique, la Libreria della Fenice (littéralement la « Bibliothèque du Phénix »), dans le quartier du Rialto de Venise qui à l'époque est un grand centre européen de la nouvelle art de l'imprimerie. Lorsque son père s'installe à Turin, Gabriele exploite l'imprimerie avec ses frères, puis il développe son affaire en faisant l'acquisition de magasins à Naples, Bologne et Ferrare.
En 1544 il épouse Lucrezia Bin qui lui donne douze enfants.
Gabriele Giolito de' Ferrari est mort à Venise en 1578. L'imprimerie est reprise par ses fils, Giovanni il Giovane  et Giovanni Paolo, qui a continué à publier jusqu'à 1606.

## Publications
Gabriele Giolito de' Ferrari, qui a publié un mélange de classiques de la Renaissance et de nouveaux auteurs, s'était dédié aux écrits et aux publications d'œuvres en « lingua volgare », ou langue vernaculaire, par opposition au latin, au grec et aux autres langues ignorées par les habitants de la ville.
Son imprimerie, qui a débuté en 1545, a publié les collections de poésie lyrique intitulée « Diverse Rime » connue aujourd'hui sous le nom de « Anthologies de Giolito ». Huit anthologies, pas toutes publiées par Giolito. Les poèmes de ces anthologies, surtout les deux premiers, auraient servi de modèles au poète Français Joachim du Bellay.
Gabriele Giolitto de' Ferrari fut également célèbre pour son édition de 1555 de la Commedia de Dante Alighieri, édité par Ludovico Dolce et publié pour la première fois sous le titre Divina Commedia.
Gabriele Giolito a été également connu pour ses divers ex-libris qui caractérisaient ses impressions, le plus souvent représenté avec un phénix émergeant des flammes, renaissant de ses cendres au sommet d'un globe portant ses initiales G G F.

Marques typographiques de Giovanni Giolito de Ferrari
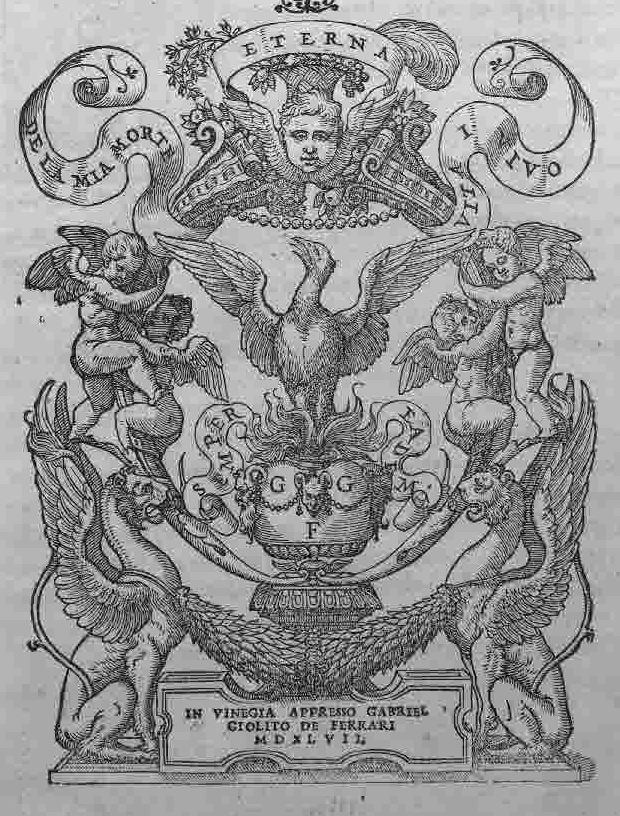
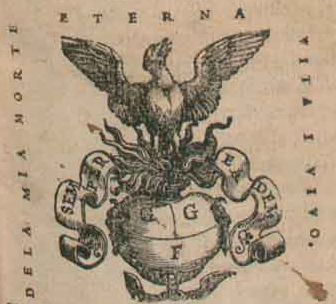
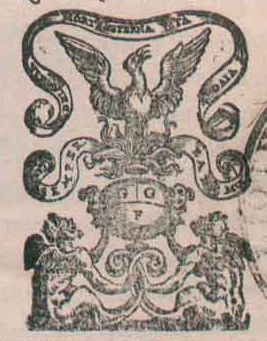